# Helge Stadelmann

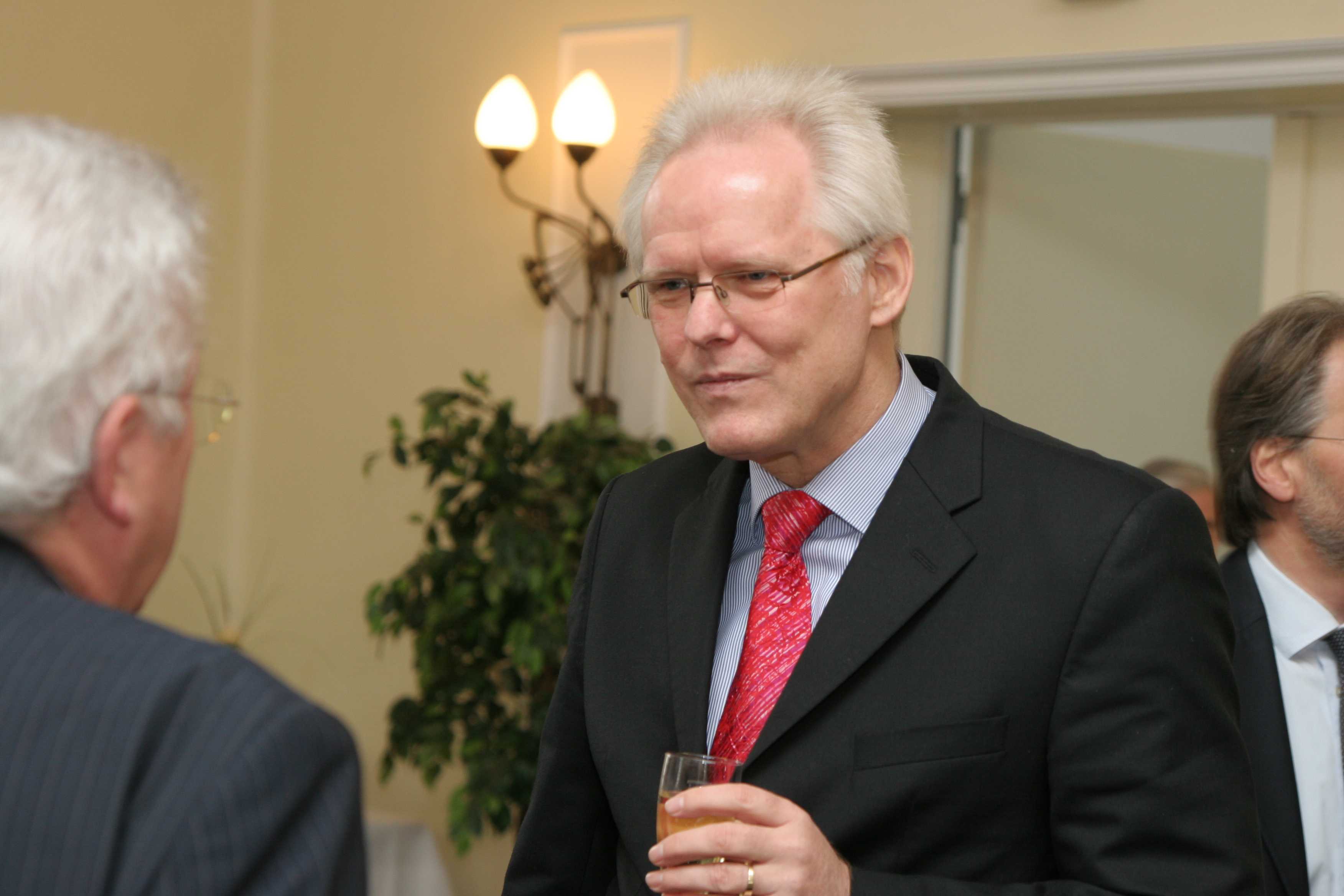
Helge Stadelmann

Helge Stadelmann (* 15. Februar 1952) ist baptistischer evangelikaler Theologe mit Schwerpunkt in Praktischer Theologie. Er ist Professor und Abteilungsleiter für die Praktische Theologie an der Freien Theologischen Hochschule Gießen (FTH) in Gießen und war dort von 1994 bis 2015 Rektor.

## Leben
Helge Stadelmann studierte von 1970 bis 1974 an der Freien Evangelischen Theologischen Akademie, heute Staatsunabhängige Theologische Hochschule (STH), in Basel. Nach seinem Studium absolvierte er 1975–1976 einen Master-Studiengang im Bereich Neues Testament am Dallas Theological Seminary in Dallas/Texas. Dort erhielt er 1976 den Henrie-Thiessen-Preis für Neues Testament. An dieses Graduiertenstudium schlossen sich Doktoralstudien im Bereich Neues Testament 1976–1978 in Cambridge in England und 1978–1979 in Basel an. In Basel promovierte Stadelmann 1980 zum Doktor der Theologie.
Von 1979 bis 1982 arbeitete er als Dozent für Neues Testament und Homiletik an der Bibelschule Brake. Danach unterrichtete Stadelmann 1982–1986 die Fächer Neues Testament, Homiletik und Heilsgeschichte an der Bibelschule Wiedenest. 1986 wechselte er als Dozent an die Freie Theologische Akademie (FTA) in Gießen, in der er schon seit 1981 als Gastdozent tätig war. Zunächst unterrichtete er in den Fächern Neues Testament und Hermeneutik, ab 1990 dann im Fachbereich Praktische Theologie. 1986–1994 war er Dekan und amtierender Leiter der Akademie. 1994 wurde er dann zum Rektor berufen. Seit 2012 hat er die neu eingerichtete Professur für Praktische Theologie an der FTH Gießen inne.
Neben seiner Arbeit als Rektor war Stadelmann von 1986 bis 1995 in der Gießener Baptistengemeinde als ehrenamtlicher Pastor tätig, die in dieser Zeit von 140 auf 400 Mitglieder anwuchs. Seit 1997 ist er Mitglied des Doktoralkomitees und Gastprofessor der Evangelischen Theologischen Fakultät (ETF) Leuven und seit 2003 ist er dort auch Mitglied des Board of Trustees. Zudem ist er seit 1998 aktives Mitglied und Mitbegründer der Facharbeitsgruppe Praktische Theologie des Arbeitskreises für evangelikale Theologie (AfeT) und gehörte von 1981 bis 2017 zu dessen Vorstand. Seit 2013 ist er wieder Pastor im Ehrenamt in der Baptistengemeinde Hohenahr-Erda, nahe Gießen.
Im Bereich der Praktischen Theologie widmet er sich vor allem der Frage nach Schnittpunkten zwischen Praktischer Theologie und Hermeneutik. Weitere Interessengebiete sind Gemeindebau und Gottesdienstlehre, insbesondere Homiletik.

## Schriften

### Monographien
- Ben Sira als Schriftgelehrter. Eine Untersuchung zum Berufsbild des vor-makkabäischen Sofer unter Berücksichtigung seines Verhältnisses zu Priester-, Propheten- und Weisheitslehrertum, Mohr Siebeck, Tübingen 1980, ISBN 978-3-16-143511-9.
- Das Okkulte. Herausforderungen – Einordnung – Seelsorge (3. stark erweiterte & aktualisierte Auflage), Esras.net, Niederbüren 2020, ISBN 978-3-03890-059-7.
- Grundlinien eines bibeltreuen Schriftverständnisses. R. Brockhaus, Wuppertal 1985, ISBN 3-417-29514-9.
- Der Epheserbrief. (Edition-C-Bibelkommentar 14), Hänssler, Neuhausen-Stuttgart 1993.
- Schriftgemäß predigen. Plädoyer und Anleitung für die Auslegungspredigt. R. Brockhaus Wuppertal/Zürich 1989, ISBN 3-417-29532-7.
- Evangelikales Schriftverständnis: Die Bibel verstehen – der Bibel vertrauen – der Bibel folgen. Jota-Publikationen, Hammerbrücke 2005, 6. Auflage 2024, ISBN 978-3-935707-27-5.
- Evangelikale Predigtlehre: Plädoyer und Anleitung für die Auslegungspredigt. 2. Auflage. SCM R. Brockhaus, Witten 2008, ISBN 978-3-417-29488-0.
- Kommunikativ predigen. Plädoyer und Anleitung für die Auslegungspredigt. Witten, 2013

### Herausgeber und Mitherausgeber
- Epochen der Heilsgeschichte. Beiträge zur Förderung heilsgeschichtlicher Theologie. R. Brockhaus, Wuppertal 1984, ISBN 3-417-29508-4.
- Glaube und Geschichte. Heilsgeschichte als Thema der Theologie. Brunnen, Gießen 1986, ISBN 3-7655-9322-2.
- Was Evangelikale glauben: Die Basis der Evangelischen Allianz erklärt. R. Brockhaus, Wuppertal 1989, ISBN 3-417-24604-0.
- Bausteine zur Erneuerung der Kirche: Gemeindeaufbau auf der Basis einer biblisch erneuerten Ekklesiologie. Brunnen, Gießen 1998.
- Liebe zum Wort: Das Bekenntnis zur Biblischen Irrtumslosigkeit als Ausdruck eines bibeltreuen Schriftverständnisses. Zum Gespräch mit Heinzpeter Hempelmann. VTR Nürnberg, 2002, ISBN 978-3-933372-71-0.
- Den Sinn von Texten verstehen: Rezeptivität und Kreativität im hermeneutischen Prozess. Brunnen, Gießen 2006.
- mit Berthold Schwarz: Heilsgeschichte verstehen. Warum man heilsgeschichtlich denken sollte, wenn man die Bibel nicht missverstehen will. Christliche Verlagsgesellschaft, Dillenburg 2008, ISBN 978-3-89436-575-2.
- Christen, Juden und die Zukunft Israels. Beiträge zur Israellehre aus Geschichte und Theologie. Peter Lang, Frankfurt/Main 2009, ISBN 978-3-631-58138-4.
- mit Thomas Richter: Bibelauslegung praktisch. In zehn Schritten den Text verstehen. 4. Auflage. SCM R. Brockhaus, Witten 2010, ISBN 978-3-417-24944-6.
- mit Stefan Schweyer: Praktische Theologie. Ein Grundriss für Theologie und Gemeinde, Brunnen-Verlag, Gießen 2017, ISBN 978-3-7655-9568-4.
- mit Peter Zimmerling: Johann Jakob Rambach (1693–1735). Praktischer Theologe und Schriftausleger, Evangelische Verlagsanstalt, Leipzig 2019, ISBN 978-3-374-06220-1.